# Howell Heflin

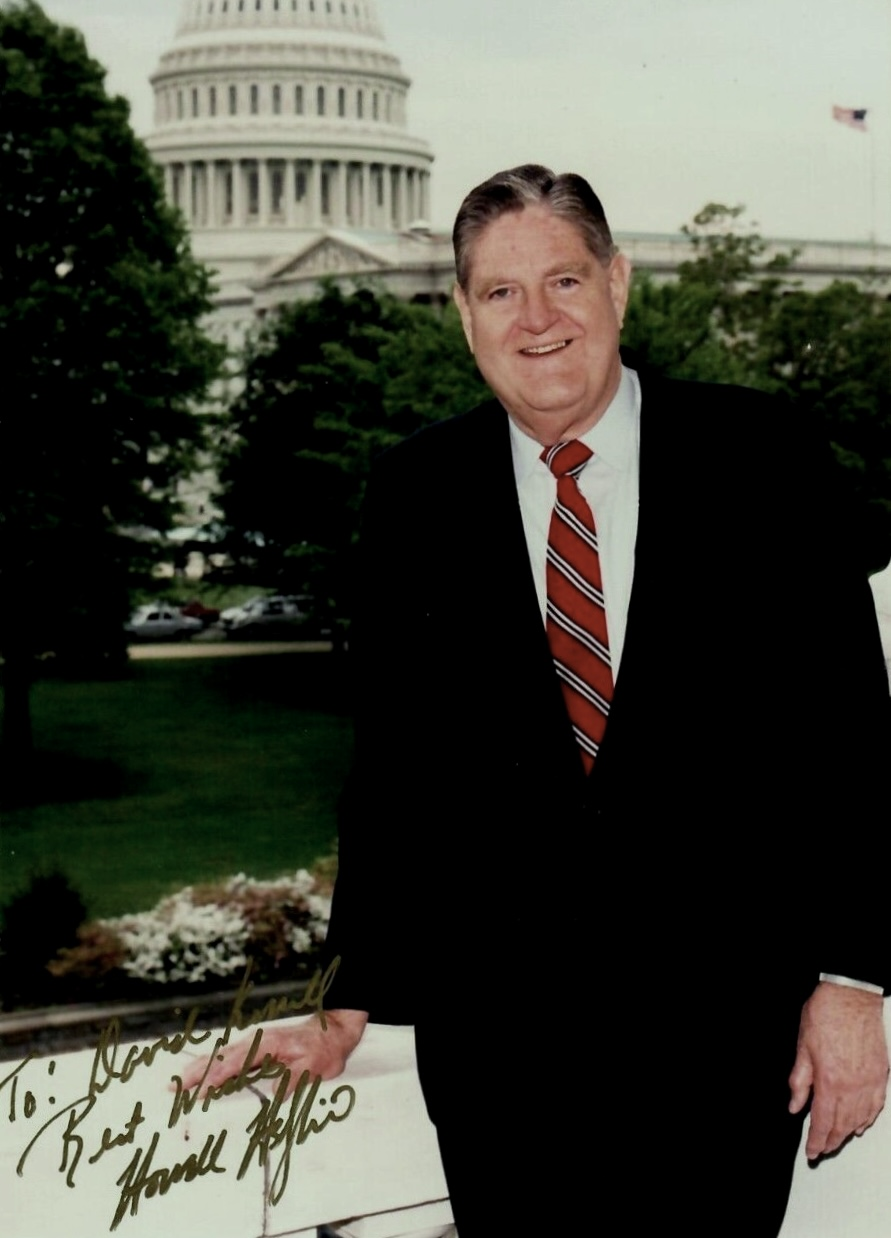
Howell Heflin

Howell Thomas Heflin (* 19. Juni 1921 in Poulan, Worth County, Georgia; † 29. März 2005 in Sheffield, Alabama) war ein US-amerikanischer Politiker der Demokratischen Partei. Von 1979 bis 1997 saß er für den US-Bundesstaat Alabama im Senat.

## Biografie
Howell Heflin wurde 1921 als Sohn von Marvin Rutledge Heflin (1877–1976) und dessen Frau Louise Douglas Strudwick (1888–1968) in Poulan im Südwesten Georgias geboren. Der Senator James Thomas Heflin war sein Onkel. In Alabama besuchte Heflin die öffentlichen Schulen und schloss an der Colbert County High School in Leighton ab. 1942 erhielt er am Birmingham-Southern College seinen Bachelor of Arts.
Während des Zweiten Weltkrieges diente er als Offizier im US Marine Corps. Dort wurde er zweimal mit dem Purple Heart ausgezeichnet für Verwundungen, die er in Bougainville und bei der Schlacht um Guam erlitten hatte. Ebenso erhielt er den Silver Star. Nach Kriegsende besuchte er die University of Alabama und studierte dort Jura. 1948 schloss er sein Studium ab und wurde Jura-Professor. Von 1971 bis 1977 war er Oberster Richter (Chief Justice) am Obersten Gerichtshof von Alabama (Alabama Supreme Court).
1978 wurde Heflin als Kandidat der Demokratischen Partei zum Senator gewählt. Er folgte auf John Sparkman. Im Senat diente er bis 1997. Von 1987 bis 1992 war er Chairman (dt. Vorsitzender) des United States Senate Select Committee on Ethics. Während seiner Zeit als Senator wurde er vom damaligen US-Präsidenten Ronald Reagan zum Richter am Supreme Court of the United States vorgeschlagen, lehnte die Nominierung jedoch ab. Zur Wiederwahl 1996 ließ er sich nicht mehr aufstellen, sein Nachfolger wurde Jeff Sessions.
Heflin starb im März 2005 in Sheffield, nachdem er einen Herzinfarkt erlitten hatte.

## Posthumes Wirken
An der University of Alabama wurde an der School of Law ein Konferenzsaal, der Howell Heflin Conference Room nach ihm benannt. In Tuscumbia wurde die Howell Heflin Lane, eine Straße, nach ihm benannt.